# (27831) 1994 DF
1994 دي أف (ويعرف أيضًا باسم (27831) 1994 دي أف وفق تسمية الكوكب الصغير) (بالإنجليزية: 1994 DF)‏ هو كويكب ضمن حزام الكويكبات؛ وترتيبه 27831 من حيث الاكتشاف.
اكتُشف هذا الجُرم الفلكي بواسطة تاكيشي أوراتا ‏ في 18 فبراير 1994.

## وصلات خارجية
- (27831) 1994 DF في قاعدة بيانات مختبر الدفع النفاث لأجرام النظام الشمسي الصغيرة

- الاكتشاف · مخطط المدار ·  العناصر المدارية · المعلمات المادية

- (27831) 1994 DF على موقع ويكي سكاي: DSS2, SDSS, GALEX, IRAS, Hydrogen α, X-Ray, Astrophoto, Sky Map, Articles and images